# 艾芮克
艾芮克（英語：iRocks，前身為i-Rocks）是一家台灣電腦週邊裝置製造商。主要生產機械鍵盤，亦有生產遊戲滑鼠、耳機、電腦椅和其他週邊。

## 歷史
iRocks公司於2003年在台灣創立，主要經營電腦周邊產業，從導套式結構薄膜鍵盤、剪刀腳鍵盤，以及生產採用 Cherry MX 櫻桃軸的機械鍵盤乃至2016年推出自行研發的台灣自有軸，至2018年自行研發電容鍵盤。

## 產品

### 鍵盤
iRocks 鍵盤產品有機械鍵盤和薄膜鍵盤，亦有分為有線及無線鍵盤。早年聞名於自有設計高剪刀腳鍵盤、導套式按鍵薄膜鍵盤等，其中 iRocks 於 2023 年限量重新推出 20 週年紀念版高剪刀腳鍵盤。機械鍵盤主要採用 Cherry MX 櫻桃軸，或使用自有軸，部分鍵盤採用佳達隆Gateron機械軸體。另外，其電容式鍵盤為台灣研發、生產製造與組裝，2017 年限量銷售後截至 2025 年 2 月下旬，未有進一步新產品推出，暫為停產。目前 iRocks 主要銷售各款特色無線機械鍵盤。

### 自有軸
由於原廠日本ALPS原生軸與簡易軸停產多年，iRocks為複刻ALPS手感，重新設計軸體（十字口） 並取得消音專利，於 2016 年 Computex 推出ALPS手感自有機械軸。 iRocks 台灣產「類ALPS結構」十字口軸體限量銷售後截至 2025 年 2 月下旬，未有進一步新產品推出，暫為停產。
iRocks 於 2024 年再推出另一款自有機械軸，此軸不同於上述「類ALPS結構」，為更典型類近 Cherry MX 鍵軸外殼。2024 年款自有機械軸特色是預先潤滑設計，有別於 Cherry 原廠線性／青軸有聲軸，該自有機械軸是另類大段落靜音軸、以及提前觸底段落或線性軸款式。另一方面， 2024 年款 iRocks 自有機械軸產地未有公佈。配備此款自有機械軸的「Gasket 結構」 iRocks 鍵盤現已上市。

### 人體工學椅
銷售 iRocks 自家設計與台灣製造人體工學椅，部分產品採用台灣網布。

### 滑鼠
各提供有線及無線滑鼠，主要面向電競消費者市場。

### 電動升降桌
iRocks 有售台灣製造電動升降桌。

## 延伸閱讀
- 鍵盤技術